# Bobby Vinton

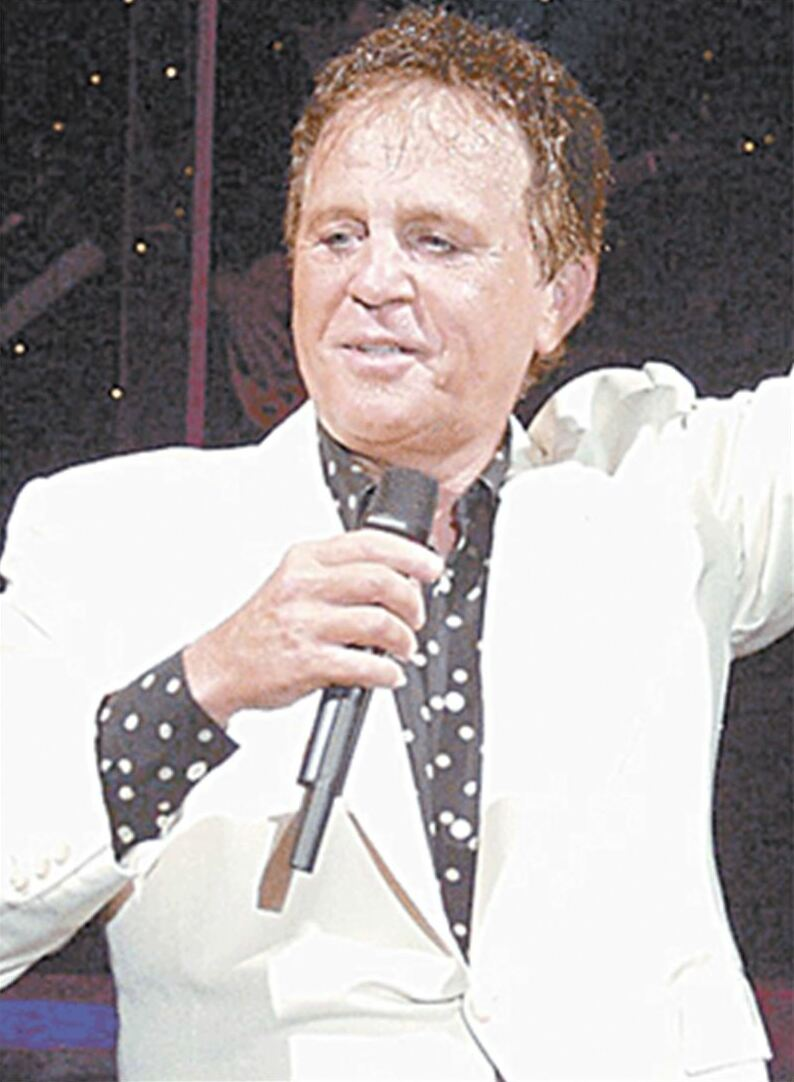
Bobby Vinton (2014)

Bobby Vinton (* 16. April 1935 in Canonsburg, Pennsylvania als Stanley Robert Vinton junior; Spitzname „The Polish Prince“) ist ein US-amerikanischer Sänger und gelegentlicher Schauspieler. Er wurde in den 1960er- und 1970er-Jahren vor allem als Interpret von Liebesliedern wie Blue Velvet, Roses Are Red und Mr. Lonely bekannt.

## Leben und Karriere
Bobby Vintons Familie ist polnischer und litauischer Herkunft. Sein Vater Stan Vinton betätigte sich als Bandleader eines lokalen Tanz-Orchesters. So lernte sein Sohn Klarinette spielen und gründete eine eigene Big Band. Mit den Einnahmen finanzierte er sein Musikstudium, während dessen er zahlreiche weitere Instrumente erlernte und einen Abschluss in Musical Composition machte.
1960 bekam Vinton einen Plattenvertrag für sein Orchester über mehrere Aufnahmen, die aber wenig erfolgreich waren. Zuletzt versuchte er es deshalb mit Soloaufnahmen und nahm die Titel Roses Are Red (My Love) und Mr. Lonely auf, beides ruhige Liebeslieder. Songs dieser Machart wurden zu Vintons Markenzeichen, weshalb er auch als der „Crooner“ der frühen Sechziger bezeichnet wird. Sein Titel Roses Are Red wurde 1962 als Single veröffentlicht und erreichte sofort Platz 1 in den USA. Er verkaufte sich insgesamt über eine Million Mal und wurde auch in England und Deutschland ein Top-20-Hit. In Deutschland sollte es sein einziger Charterfolg bleiben.
In USA folgte dagegen ein Hit nach dem anderen und 1963 hatte er mit seinem international bekanntesten Lied Blue Velvet einen zweiten Nummer-1-Hit in den Vereinigten Staaten. Mit There! I've Said It Again (mit dem Stan Applebaum Orchestra), ebenfalls 1963, und Mr. Lonely, das 1964 herauskam, hatte er zwei weitere Nummer-1-Hits. Bis 1969 folgten vier weitere Top-10-Hits und zahlreiche weitere Chartplatzierungen für Vinton.
Anfang der 1970er-Jahre versuchte sich Bobby Vinton zur Abwechslung als Schauspieler und kam zu zwei Nebenrollen in den John-Wayne-Filmen Big Jake und Dreckiges Gold. 1979 war er noch einmal im Fernsehfilm Die Skandalreporterin zu sehen.
1974 nahm der Sänger My Melody Of Love auf, und zwar in einer speziellen Version, in der er auch auf (holprigem) Polnisch sang. Das Lied wurde zu einer Art Hymne unter den polnischstämmigen Amerikanern und brachte ihm den Beinamen „der polnische Prinz“ ein. Außerdem war es sein dritter Millionenseller. Von 1975 bis 1978 war er mit einer Musikvarieté-Sendung im Fernsehen sehr erfolgreich. Ebenso wie Dick Clark besaß er ein eigenes Theater in Branson, das sogenannte The Bobby Vinton Blue Velvet, welches er 2002 wieder verkaufte. Bis 2015 trat er noch regelmäßig als Entertainer auf, zum Beispiel in Las Vegas und Atlantic City. Seitdem lebt er im Ruhestand in Florida.
Bobby Vinton ist auf dem Hollywood Walk of Fame mit einem Stern verewigt. Er ist seit 1962 mit Dolores Dobbins verheiratet, das Paar hat fünf Kinder.

## Rezeption
1986 verwendete Regisseur David Lynch Blue Velvet als Titellied für seinen gleichnamigen Filmklassiker. 1990 wurde Blue Velvet in Großbritannien in einem Nivea-Werbefilm verwendet und kletterte daraufhin bis auf Platz 2 in den Charts. Ebenfalls 1990 verkörperte Bobbys ältester Sohn Robbie Vinton (* 19. August 1964) seinen Vater im Film GoodFellas – Drei Jahrzehnte in der Mafia, in einer Szene des Filmes sieht man ihn das Lied Roses Are Red singen.
2005 erreichte der US-Sänger Akon in Deutschland und Großbritannien Platz 1 mit dem Titel Lonely, in dem er ein gepitchtes (in der Tonhöhe verändertes) Sample aus Mr. Lonely verwendet.

## Diskografie

### Alben
| Jahr | Titel Musiklabel Katalog-Nr.                                 | Höchstplatzierung, Gesamtwochen, AuszeichnungChartplatzierungen (Jahr, Titel, Musiklabel Katalog-Nr., Platzierungen, Wochen, Auszeichnungen, Anmerkungen) | Höchstplatzierung, Gesamtwochen, AuszeichnungChartplatzierungen (Jahr, Titel, Musiklabel Katalog-Nr., Platzierungen, Wochen, Auszeichnungen, Anmerkungen) | Anmerkungen                   |
| Jahr | Titel Musiklabel Katalog-Nr.                                 | UK | US | Anmerkungen                   |
| ---- | ------------------------------------------------------------ | --- | --- | ----------------------------- |
| 1962 | Roses Are Red Epic LN-24 020                                 | — | US5 (27 Wo.)US |                               |
| 1962 | Bobby Vinton Sings the Big Ones Epic LN-24                   | — | US137 (2 Wo.)US |                               |
| 1963 | Blue Velvet Epic LN-24 068                                   | UK67 (2 Wo.)UK | US10 (33 Wo.)US | Charteinstieg in UK erst 1990 |
| 1964 | There! I’ve Said It Again Epic LN-24 081                     | — | US8 (28 Wo.)US |                               |
| 1964 | Tell Me Why Epic LN-24 113                                   | — | US31 (12 Wo.)US |                               |
| 1965 | Bobby Vinton’s Greatest Hits Epic LN-24 098                  | — | US12 Gold · (38 Wo.)US |                               |
| 1965 | Mr. Lonely Epic LN-24 136                                    | — | US18 (13 Wo.)US |                               |
| 1965 | Bobby Vinton Sings For Lonely Nights Epic LN-24 154          | — | US116 (5 Wo.)US |                               |
| 1966 | Satin Pillows And Careless Epic LN-24 182                    | — | US110 (5 Wo.)US |                               |
| 1967 | Please Love Me Forever Epic LN-24 341                        | — | US41 (33 Wo.)US |                               |
| 1968 | Take Good Care Of My Baby Epic BN-26 382                     | — | US164 (8 Wo.)US |                               |
| 1968 | I Love How You Love Me Epic BN-26 437                        | — | US21 (24 Wo.)US |                               |
| 1969 | Vinton Epic BN-26 471                                        | — | US69 (12 Wo.)US |                               |
| 1970 | Bobby Vinton’s Greatest Hits Of Love Epic BN-26 517          | — | US138 (8 Wo.)US |                               |
| 1970 | My Elusive Dreams Epic BN-26 540                             | — | US90 (6 Wo.)US |                               |
| 1972 | Ev’ry Day Of My Life Epic KE-31 286                          | — | US72 (15 Wo.)US |                               |
| 1972 | Sealed With A Kiss Epic KE-31 642                            | — | US77 (14 Wo.)US |                               |
| 1973 | Bobby Vinton’s All-Time Greatest Hits Epic KE-31 487         | — | US119 (16 Wo.)US |                               |
| 1974 | With Love Epic PE-31 921                                     | — | US109 (5 Wo.)US |                               |
| 1974 | Melodies Of Love ABC ABCD-851                                | — | US16 Gold · (22 Wo.)US |                               |
| 1975 | Bobby Vinton Sings The Golden Decade Of Love Epic KEG-33 468 | — | US154 (5 Wo.)US |                               |
| 1975 | Heart Of Hearts ABC ABCD-891                                 | — | US108 (5 Wo.)US |                               |
| 1976 | Bobby Vinton Show ABC ABCD-924                               | — | US161 (7 Wo.)US |                               |
| 1977 | Name Is Love ABC ABCD-981                                    | — | US183 (2 Wo.)US |                               |
| 1991 | 16 Most Requested Songs Epic EK-47 855                       | — | US199 (1 Wo.)US |                               |

Weitere Alben
- 1962: Roses Are Red
- 1962: Bobby Vinton Sings the Big Ones
- 1963: Blue on Blue
- 1963: The Greatest Hits of the Golden Groups
- 1964: A Very Merry Christmas
- 1965: Drive-In Movie Time: Bobby Vinton Sings Great Motion Picture Themes
- 1965: Laughing on the Outside (Crying On The Inside)
- 1966: Country Boy
- 1966: Live At The Copa (mit The Village Stompers)
- 1967: Sings the Newest Hits
- 1970: Instrumental Sounds of Love
- 1970: Vinton Sings Vinton
- 1971: To Each his Own
- 1974: If That’s All I Can
- 1975: The Bobby Vinton Show
- 1976: Party Music
- 1976: Serenade of Love
- 1979: Encore
- 1981: Polka Album
- 1988: Bobby Vinton
- Dancing at the Hop

### Singles
| Jahr | Titel Album                          | Höchstplatzierung, Gesamtwochen, AuszeichnungChartplatzierungen (Jahr, Titel, Album, Platzierungen, Wochen, Auszeichnungen, Anmerkungen) | Höchstplatzierung, Gesamtwochen, AuszeichnungChartplatzierungen (Jahr, Titel, Album, Platzierungen, Wochen, Auszeichnungen, Anmerkungen) | Höchstplatzierung, Gesamtwochen, AuszeichnungChartplatzierungen (Jahr, Titel, Album, Platzierungen, Wochen, Auszeichnungen, Anmerkungen) | Anmerkungen                   |
| Jahr | Titel Album                          | DE | UK | US | Anmerkungen                   |
| ---- | ------------------------------------ | --- | --- | --- | ----------------------------- |
| 1962 | Roses Are Red (My Love) –            | DE7 (20 Wo.)DE | UK15 (9 Wo.)UK | US1 Gold · (15 Wo.)US |                               |
| 1962 | I Love You The Way You Are –         | — | — | US38 (9 Wo.)US |                               |
| 1962 | Rain Rain Go Away –                  | — | — | US12 (11 Wo.)US |                               |
| 1962 | Let’s Kiss And Make Up –             | — | — | US38 (9 Wo.)US |                               |
| 1962 | Trouble Is My Middle Name –          | — | — | US33 (9 Wo.)US |                               |
| 1963 | Over The Mountain (Across The Sea) – | — | — | US21 (10 Wo.)US |                               |
| 1963 | Blue On Blue –                       | — | — | US3 (13 Wo.)US |                               |
| 1963 | Blue Velvet –                        | — | UK2 (10 Wo.)UK | US1 (15 Wo.)US | Charteinstieg in UK erst 1990 |
| 1963 | There! I’ve Said It Again –          | — | UK34 (10 Wo.)UK | US1 (13 Wo.)US |                               |
| 1964 | My Heart Belongs To Only You –       | — | — | US9 (9 Wo.)US |                               |
| 1964 | Tell Me Why –                        | — | — | US13 (8 Wo.)US |                               |
| 1964 | Clinging Vine –                      | — | — | US17 (8 Wo.)US |                               |
| 1964 | Mr. Lonely –                         | — | — | US1 (15 Wo.)US |                               |
| 1965 | Long Lonely Nights –                 | — | — | US17 (7 Wo.)US |                               |
| 1965 | L-O-N-E-L-Y –                        | — | — | US22 (8 Wo.)US |                               |
| 1965 | Theme From "Harlow" (Lonely Girl) –  | — | — | US61 (5 Wo.)US |                               |
| 1965 | What Color (Is A Man) –              | — | — | US38 (7 Wo.)US |                               |
| 1965 | Satin Pillows –                      | — | — | US23 (10 Wo.)US |                               |
| 1966 | Tears –                              | — | — | US59 (5 Wo.)US |                               |
| 1966 | Dum-De-Da –                          | — | — | US40 (6 Wo.)US |                               |
| 1966 | Petticoat White (Summer Sky Blue) –  | — | — | US81 (3 Wo.)US |                               |
| 1966 | Coming Home Soldier –                | — | — | US11 (12 Wo.)US |                               |
| 1967 | For He’s A Jolly Good Fellow –       | — | — | US66 (4 Wo.)US |                               |
| 1967 | Red Roses For Mom –                  | — | — | US95 (2 Wo.)US |                               |
| 1967 | Please Love Me Forever –             | — | — | US6 (13 Wo.)US |                               |
| 1967 | Just As Much As Ever –               | — | — | US24 (8 Wo.)US |                               |
| 1968 | Take Good Care Of My Baby –          | — | — | US33 Gold · (8 Wo.)US |                               |
| 1968 | Halfway To Paradise –                | — | — | US23 (7 Wo.)US |                               |
| 1968 | I Love How You Love Me –             | — | — | US9 (14 Wo.)US |                               |
| 1969 | To Know You Is To Love You –         | — | — | US34 (7 Wo.)US |                               |
| 1969 | The Days Of Sand And Shovels –       | — | — | US34 (8 Wo.)US |                               |
| 1970 | My Elusive Dreams –                  | — | — | US46 (9 Wo.)US |                               |
| 1970 | No Arms Can Ever Hold You –          | — | — | US93 (4 Wo.)US |                               |
| 1972 | Every Day Of My Life –               | — | — | US24 (16 Wo.)US |                               |
| 1972 | Sealed with a Kiss –                 | — | — | US19 (14 Wo.)US |                               |
| 1972 | But I Do –                           | — | — | US82 (6 Wo.)US |                               |
| 1974 | My Melody Of Love –                  | — | — | US3 Gold · (17 Wo.)US |                               |
| 1975 | Beer Barrel Polka / Dick And Jane –  | — | — | US33 (9 Wo.)US |                               |
| 1975 | Wooden Heart –                       | — | — | US58 (5 Wo.)US |                               |
| 1976 | Moonlight Serenade –                 | — | — | US97 (2 Wo.)US |                               |
| 1976 | Save Your Kisses For Me –            | — | — | US75 (3 Wo.)US |                               |
| 1977 | Only Love Can Break A Heart –        | — | — | US99 (2 Wo.)US |                               |
| 1980 | Make Believe It’s Your First Time –  | — | — | US78 (4 Wo.)US |                               |

Weitere Single
- 1983: You Are Love
- 1989: It’s Been One of Those Days
- 1989: Please Tell Her That I Said Hello
- 1989: The Last Rose

## Auszeichnungen für Musikverkäufe
| Platin-Schallplatte - Kanada - 1977: für das Album Party Music |

Anmerkung: Auszeichnungen in Ländern aus den Charttabellen bzw. Chartboxen sind in ebendiesen zu finden.
| Land/RegionAuszeichnungen für Musikverkäufe (Land/Region, Auszeichnungen, Verkäufe, Quellen) | Gold     | Platin  | Verkäufe  | Quellen         |
| -------------------------------------------------------------------------------------------- | -------- | ------- | --------- | --------------- |
| Kanada (MC)                                                                                  | —        | Platin1 | 100.000   | musiccanada.com |
| Vereinigte Staaten (RIAA)                                                                    | 5× Gold5 | —       | 4.000.000 | riaa.com        |
| Insgesamt                                                                                    | 5× Gold5 | Platin1 |           |                 |

## Filmografie (Auswahl)
- 1964: Surf Party
- 1971: Big Jake (Big Jake)
- 1973: Dreckiges Gold (The Train Robbers)
- 1980: Die Skandalreporterin (The Gossip Columnist; Fernsehfilm)
- 1985: Benson (Fernsehserie, 1 Folge)